# 长乐村 (上海)

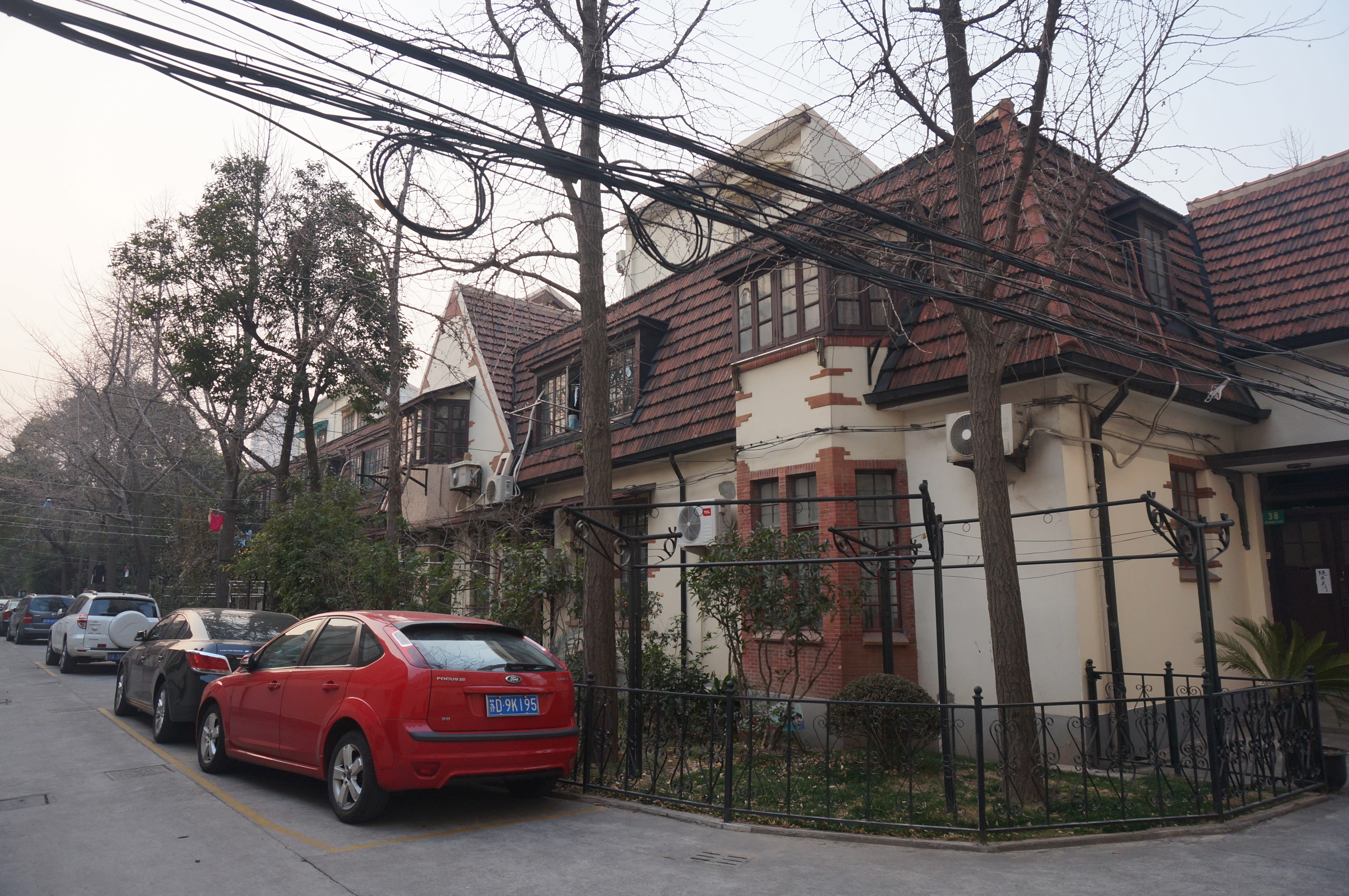
长乐村弄内建筑

长乐村原名凡尔登花园 ，是位于上海市黄浦区陕西南路39～45弄的一片花园里弄住宅。里弄于1925年由华懋地产有限公司投资，安利洋行设计，建成于1929年。长乐村被认为是传统法国式住宅，但在同时也采用了包括西班牙式平屋顶和近代立体形式在内的建筑风格。
丰子恺曾在其位于长乐村内的住所——“日月楼”居住长达21年。现其旧居二至三楼已被开辟为纪念馆。1994年，长乐村入选第二批上海市优秀历史建筑。

## 历史
长乐村所在地块位于原上海法租界高档住宅区，原为德国侨民乡村俱乐部，在第一次世界大战后因德国成为战败国，法租界公董局有意就此接管俱乐部，但在遭到中国政府反对下，转而以购买的形式买下这块地皮，并命名为凡尔登花园，以作为对凡尔登战役的纪念。当时的凡尔登花园面积有5公顷，后来公董局在地块东部建造上海法国总会，西部则由华懋地产有限公司兴建新式里弄，也就是现在的长乐村。

## 建筑特色
长乐村占地2公顷，总建筑面积19148平方米。共由7条支弄、7排建筑组成，共129个单元。每个单元都是前部2层、后部3层。长乐村排屋的屋顶格外精致，均为法国孟莎式屋顶，陡坡屋顶部分设老虎窗。外墙上部粉刷以白色沙浆，下部配以清水砖墙做出勒脚。大门处做出山墙，屋顶很尖，顶角仅60度。水平腰线也用清水砖嵌出，作装饰用。各户入口处门斗上均有欧式装饰。住宅内部前部是起居室；中间两侧为餐室及楼梯间、厨房；后部为次屋、平房，为仆人所住，还设有厕所及后院，有后门通向户外。主楼梯设在起居室内而仆人用梯则设在厨房内。

## 丰子恺旧居

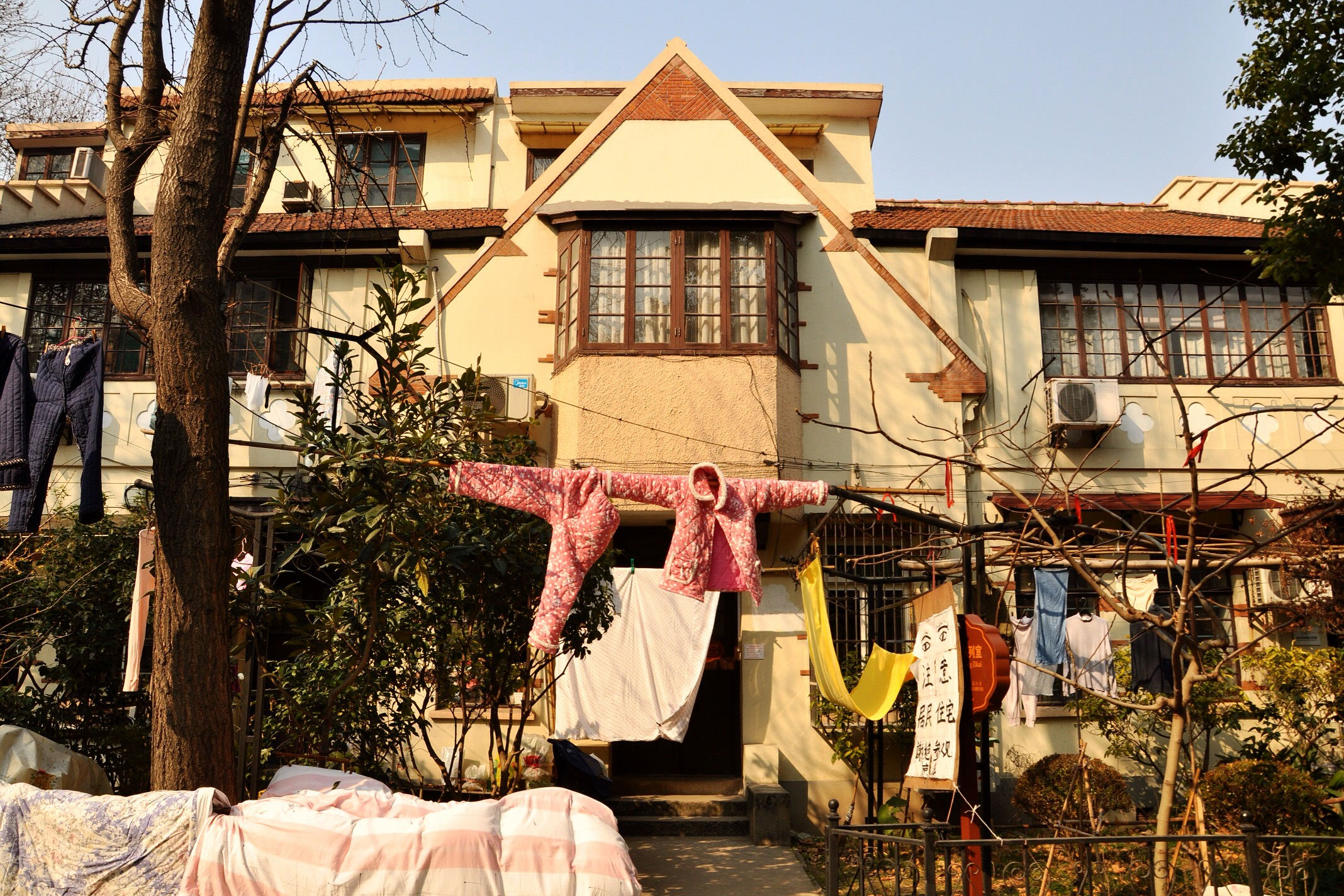
丰子恺旧居

陕西南路39弄长乐村93号为丰子恺旧居——“日月楼”。丰子恺有为自己的居所取名的爱好，而93号寓所则因可于白天看日出日落，晚间欣赏明月，而得名“日月楼”。日月楼为一西班牙式建筑，丰子恺于1954年花费6000元购入，在此居住共21年，直至去世。在文化大革命期间，日月楼被占，丰子恺被迫只能在阳台上架一张小床，居住。在丰子恺过世后，丰家迁出此宅，后又在2008年重新购入此宅二至三楼以期将这里作为丰子恺旧居对外开放（一楼因条件无法谈拢而并未购得）。2010年，丰子恺旧居正式对外开放。2006年1月9日，丰子恺旧居被公布为黄浦区登记不可移动文物。2014年10月起，一楼住户以影响其日常起居为由，实则因要求补贴且开价较高，无法达成一致，故而在丰子恺旧居门口恶意张贴有“注意：居民住宅，谢绝参观！”字样的告示，以阻挠游客前往二楼及三楼进行参观。